# Premio Méliès
Desde 1946, el premio Méliès es un premio de la crítica que recompensa, todos los años, la mejor película francesa o la mejor coproducción francesa. Es otorgado por los miembros del Sindicato francés de crítica de cine.
- 1946 : La Batalla del riel de René Clément
- 1947 : El silencio es oro de René Clair
- 1948 : Paris 1900 de Nicole Vedrès
- 1949 : Manon de Henri-Georges Clouzot
- 1950 : Cita en julio de Jacques Becker
- 1951 : El diario de un cura de campaña de Robert Bresson
- 1952 : Mujeres soñadas de René Clair
- 1953 : El salario del miedo de Henri-Georges Clouzot
- 1954 : El rojo y el negro de Claude Autant-Lara
- 1955 : Rififi de Jules Dassin
- 1956 : El mundo del silencio de Jacques-Yves Cousteau y Las maniobras del amor de René Clair
- 1957 : La travesía de París de Claude Autant-Lara y Un condenado a muerte se ha escapado de Robert Bresson
- 1958 : Mi tío de Jacques Tati
- 1959 : Hiroshima mon amour de Alain Resnais y Los 400 golpes de François Truffaut
- 1960 : La evasión de Jacques Becker y Al final de la escapada de Jean-Luc Godard
- 1961 : El año pasado en Marienbad de Alain Resnais
- 1962 : Cleo de 5 a 7 de Orson Welles
- 1963 : El proceso de Orson Welles
- 1964 : Los paraguas de Cherburgo de Jacques Demy
- 1965 : La vieja dama indigna de René Allio
- 1966 : La guerra ha terminado de Alain Resnais y  Al azar de Baltasar de Robert Bresson
- 1967 : Belle de Jour de Luis Buñuel y Mouchette de Robert Bresson
- 1968 : Besos robados de François Truffaut
- 1969 : Mi noche con Maud de Éric Rohmer
- 1970 : El pequeño salvaje de François Truffaut
- 1971 : La rodilla de Claire de Éric Rohmer
- 1972 : El discreto encanto de la burguesía de Luis Bunuel
- 1973 : La noche americana de François Truffaut
- 1974 : Lacombe Lucien de Louis Malle
- 1975 : Que empiece la fiesta de Bertrand Tavernier
- 1976 : El diario íntimo de Adèle H. de François Truffaut
- 1977 : Providence de Alain Resnais
- 1978 : Le Dossier 51 de Michel Deville
- 1979 : Perceval le Gallois de Éric Rohmer
- 1980 : Mi tío de América de Alain Resnais
- 1981 : Coup de torchon de Bertrand Tavernier y Arresto preventivo de Claude Miller
- 1982 : Una habitación en la ciudad de Jacques Demy
- 1983 : Pauline en la playa de Éric Rohmer
- 1984 : Las noches de la luna llena de Éric Rohmer
- 1985 : Péril en la demeure de Michel Deville y Sin techo ni ley de Agnès Varda
- 1986 : Thérèse de Alain Cavalier
- 1987 : Adiós, muchachos de Louis Malle
- 1988 : La pequeña ladrona de Claude Miller
- 1989 : Monsieur Hire de Patrice Leconte
- 1990 : La discreta de Christian Vincent
- 1991 : La bella mentirosa de Jacques Rivette
- 1992 : Un corazón en invierno de Claude Sautet
- 1993 : Smoking / No Smoking de Alain Resnais
- 1994 : Tres colores: Rojo de Krzysztof Kieślowski
- 1995 : Nelly y el sr. Arnaud de Claude Sautet
- 1996 : Capitán Conan de Bertrand Tavernier
- 1997 : On connaît la chanson de Alain Resnais
- 1998 : La vida soñada de los ángeles de Érick Zonca
- 1999 : Las confesiones del doctor Sachs de Michel Deville
- 2000 : Los espigadores y la espigadora de Agnès Varda
- 2001 : Amélie de Jean-Pierre Jeunet
- 2002 : Ser y tener de Nicolas Philibert
- 2003 : la trilogía Una pareja perfecta, Después de la vida y Escapando de Lucas Belvaux
- 2004 : Reyes y reina de Arnaud Desplechin
- 2005 : De latir, mi corazón se ha parado de Jacques Audiard
- 2006 : Asuntos privados en lugares públicos de Alain Resnais
- 2007 : Cuscús de Abdellatif Kechiche
- 2008 : Las playas de Agnès de Agnès Varda
- 2009 : Un profeta de Jacques Audiard
- 2010 : De dioses y hombres de Xavier Beauvois
- 2011 : El ejercicio del poder de Pierre Schöller
- 2012 : Amor de Michael Haneke
- 2013 : La vida de Adèle de Abdellatif Kechiche
- 2014 : Timbuktu de Abderrahmane Sissako
- 2015 : Fátima de Philippe Faucon
- 2016 : Elle de Paul Verhoeven
- 2017 : 120 latidos por minuto de Robin Campillo
- 2018 : Mektoub, my love: canto uno de Abdellatif Kechiche
- 2019 : Les Misérables de Ladj Ly
- 2020 : Las cosas que decimos, las cosas que hacemos de Emmanuel Mouret
- 2021 : Onoda, 10.000 noches en la jungla de Arthur Harari
- 2022 : Pacifiction de Albert Serra
- 2023 : Anatomía de una caída de Justine Triet
- 2024 : Emilia Pérez de Jacques Audiard